# Сильна особистість із 2 «А»
«Сильна особистість із 2 „А“» — радянський дитячий телефільм 1984 року, знятий режисером Анатолієм Ниточкіним на Творчому об'єднанні «Екран».

## Сюжет
Одного разу другокласник Діма Кругліков дізнався, що всі великі люди досягли успіхів завдяки жорсткому режиму дня. І Діма вирішив не витрачати час на всякі дрібниці та жити строго за розкладом.

## У ролях
- Женя Пивоваров — Діма Кругликов
- Катерина Личова — Зіна Горєлова, подруга Діми
- Любов Соколова — Любов Сергіївна, бабуся Діми Кругликова
- Андрій Мартинов — тато Діми Круглікова, лікар
- Валентина Теличкіна — вчителька
- Сергій Твердохлєб — Толя, друг Діми
- Микола Скоробогатов — дідусь Зіни Горєлової
- Олена Яковлєва — Олена, робітник-будівельник
- Тетяна Ронамі — мама Толі, таксистка
- Віктор Раков — робітник-будівельник
- В. Козлов — бадьорий пенсіонер-бігун
- В'ячеслав Говалло — чоловік у під'їзді
- Сергій Курочкін — епізод
- Володя Шведов — епізод
- Олена Закупнєва — епізод
- Катя Черненкова — епізод
- Катерина Романова — епізод
- Владик Павлов — епізод
- Коля Годлевський — епізод
- Марія Яхонтова — учениця

## Знімальна група
- Режисер — Анатолій Ниточкін
- Сценарист — Геннадій Мамлін
- Оператор — Володимир Брусін
- Композитор — Сергій Баневич
- Художник — Валентина Брусіна